# سينثيا بوند
سينثيا بوند (بالإنجليزية: Cynthia Bond)‏ (24 أبريل 1961، هيمبستيد في الولايات المتحدة)؛ روائية أمريكية.